# Vozućai csata
A vozućai csata (bosnyákul: Bitka za Vozuću) a Bosznia-Hercegovinai Köztársaság hadserege (ARBiH) 3. hadtestének támadása volt 1995. szeptember 10-én, Zavidovići község stratégiailag fontos Vozuća nevű faluja ellen, a boszniai háború utolsó szakaszában. Ezt a területet 1992 óta a lázadó boszniai szerb erők birtokolták, amelyek 21 bosnyák ellen követtek el háborús bűnöket. Az ARBiH célja a szerb lakosság elűzése, és a Srebrenicából és Žepából érkezett muszlim menekültek betelepítése volt, de egyúttal átjárót is nyitott a Doboj elleni támadáshoz; a Daytoni Egyezmény 1995 decemberi aláírásával azonban a háború véget ért, és a Doboj elleni támadás előkészületeit felfüggesztették. Kulcsfontosságú volt Vozuća elfoglalásában a külföldi és boszniai iszlamistákból álló mudzsahed egység. Vozuća eleste után a sebesülteket és foglyokat lemészárolták, a szerb lakosságot pedig elűzték.

## A csata lefolyása
Az ARBiH előkészületei a Zavidovićiban, az Ozren-hegységben lévő Vozuća elfoglalására, amelyet a Boszniai Szerb Köztársaság hadserege (VRS) tartott ellenőrzése alatt, már 1995 májusában megkezdődtek. Az első hadművelet a „Crveni Lav” (Vörös Oroszlán) nevet viselte, mely során támadták a VRS-t és megszakították az Ozren keresztüli kommunikációjukat, megteremtve ezzel a Vozuća felé irányuló támadás feltételeit. Az 1995. május 27-iki Ozren elleni támadásban különösen a mudzsahed különítmény tagjai tűntek ki. Alig hét percnyi küzdelem után, teljesen áttörve a szerb védelmi vonalakat, sikerült bevenniük a stratégiailag fontos podcjelovói magaslatot. Két évvel korábban a muszlim erők hiába próbálták elfoglalni Podcjelovót, amelyet a szerbek „a szerb Moszkva kapujának” neveztek. Podcjelovo eleste után a mudzsahedek brutálisan bántak a szerb sebesültekkel és foglyokkal, levágták a fejüket. A mudzsahedek videót is készítettek gaztetteikről. A Podcjelovo elleni támadásban az emír, a mudzsahedek egyik vezetője, Abdullah Libi is meghalt.
Júliusban a muszlim erők új hadműveletet indítottak Vozuća megtámadására. Ezt a „Büszkeség csatájának” (Bitka Ponosa) nevezték, és 1995. szeptember 10-én megkezdődött a hadművelet utolsó szakasza, a „Hurrikán 95” (Uragan 95) hadművelet. A hadművelet parancsnoka Refik Lendo, a Žepče és Zavidovići térségében működő „Bosna” hadműveleti csoport parancsnoka volt. Az akcióban részt vett az 1993. szeptember 9-én Grabovicában a horvátok lemészárlását elkövető „Crni labudovi” (Fekete hattyúk) egység és az ARBiH más egységei is. Magának az akciónak a végső célja a szerb lakosság elüldözése, valamint a 10-15 ezer srebrenicai és zepai muszlim menekült letelepítése volt. Magát a Vozuća elleni támadást a Bosznia-Hercegovina Köztársaság elnöke, Alija Izetbegović rendelte el, akit a támadás kimenetele is érdekelt. Az Ozrennél lévő szerb erők tagjai úgy gondolták, hogy nem lehet őket legyőzni, azonban egy hirtelen hátulról érkező támadás következtében káosz uralkodott el a szerbek soraiban. A hátbatámadást a szerb negyedik, Ozren dandárjának tagjai vették észre, amikor a mögöttük lévő falut felégették. Négy perc alatt a mudzsahedek elfoglalták Paljenik stratégiai magaslatát és lerombolták a teljes szerb védelmet, Vozućát pedig teljesen bekerítették. A szerb erők elleni támadásban Abu Tabit al Masri emír is meghalt. Abu Maali, az egyik emír jelentésében az szerepel, hogy a támadásban nagyszámú szerb katona vesztette életét, 60-at pedig elfogtak. Ahelyett, hogy a zenicai börtönbe vagy a zavidovići nyugdíjasotthonba vitték volna, a táborukban a mudzsahedek, miközben tetteiket filmezték, brutálisan lemészárolták őket. A foglyokat megkínozták majd arra kényszerítették, hogy öljék meg egymást, majd később a meggyilkoltak holttestét meg is gyalázták. Mintegy ötven elfogott szerb katonát fejszével, szablyával és láncfűrésszel végzett lefejezéssel öltek meg. A kivégzésekről készült videókat iszlám országokban küldték szét azzal a céllal, hogy adományokat gyűjtsenek. Vozuća bukása után 463 ember tűnt el. Körülbelül 240 szerb maradványait a mai napig nem találták meg. A mudzsahed osztag tagjai által végrehajtott likvidálások a szerb lakosságot menekülésre késztették. A mudzsahedeket azért dicsérték, mert a támadás során nagyszámú szerb katonát öltek meg, és jelentős mennyiségű fegyvert zsákmányoltak, de 129 mudzsahed is elesett, közülük 105 külföldi és 24 boszniai muszlim volt. A mudzsahedek Vozuća elleni támadását Muatez Bila vezette, aki a falu eleste után halt meg. Vozuća eleste megnyitotta az utat a Doboj elleni muszlim támadáshoz is, azonban hamarosan aláírták a daytoni békeszerződést, amely véget vetett a háborúnak Bosznia-Hercegovinában.

## Következmények
A Boszniai Szerb Köztársaság bizottsága kitartóan kereste a Vozućáért folytatott harcok során eltűnteket. 1996 végén a bizottság képviselői, Milan Ivančević és Goran Krčmar Zenicába mentek egy találkozóra Sakib Mahmuljin tábornokkal, akitől a zenicai börtön megmaradt hadifoglyainak szabadon bocsátását kérték. Mahmuljin tagadta a foglyok létezését, de elismerte, hogy a mudzsahedek a gostovići táborban úgy végezték ki a foglyokat, hogy levágták a fejüket.
Ennek ellenére 1997 augusztusában az IFOR megtalálta a zenicai börtönben elrejtett szerb tiszteket, Nenad Škrbićet Banja Lukából és Dusan Škrebićet Teslićből. Mindkettőjüket 1995 szeptemberében fogták el Donja Bukovicánál, az Ozrenben. Mahmuljinnak az volt a szándéka, hogy a két tisztet kicserélje testvéreinek holttestére, akik a szerb erőkkel vívott harcokban haltak meg Kozaracban. A maradék öt katonát, akikről a Boszniai Szerb Köztársaság úgy értesült, hogy a Zenica börtönben tartózkodtak, nem találták meg. A gostovci táborban elesett katonák holttestét sem találták meg, mert földi maradványaikat a Kučica melletti sírból kiásták és szétszórták. Csontokat, koponyarészeket és kezet találtak. A három megtalált holttestről megállapították, hogy a VRS Prnjavori dandár katonái voltak, akik 1995 májusában tűntek el.
Az 1997-es Stoga melletti exhumálás során 21 holttestet találtak, amelyek közül 17 fej nélküli volt. Egy szomszédos helyen 17 holttestből 14 fej nélküli volt. 1997 nyarán a Paljenik-dombon további 12 szerb katona holttestét találták meg. A Boszniai Szerb Köztársaság bizottsága Vozuća közelében 11 olyan helyet talált, ahol a kitelepítettek sírjai találhatók. A bizottság szerint további 137 holttest volt bennük, amelyeket a nyomozás megkezdésekor kiástak és áthelyeztek. A banja Lukai Háborús Bűnök Dokumentációs Központ megállapításait Hágába küldték. A hágai nyomozók egy hosszú nyomozás során megerősítették az összegyűjtött bizonyítékok valódiságát és eredetiségét. A dossziéjuk egyértelműen megállapította a mudzsahed különítmény felelősségét az elkövetett háborús bűnökért, de foglalkozott az ARBiH 3. hadtestén belül tevékenykedő mudzsahedek szélesebb körű tevékenységével is.
Mirsad Kebo, a Bosznia-Hercegovinai Föderáció alelnöke 2014 decemberében benyújtotta a Bosznia-Hercegovinai Ügyészséghez azokat a dokumentumokat, amelyek azzal a gyanúval kapcsolatosak, hogy egyes magas beosztású bosnyák tisztviselők elfedték mudzsahedek által elkövetett szerb katonák fejek levágásával rejtették el a brutális felszámolásokat. A Saff iszlamista magazin azzal vádolta Kebát, hogy „háborús bűnök kitalálásával akar bosszút állni a bosnyákokon".

## Fordítás
- Ez a szócikk részben vagy egészben  a    Bitka za Vozuću  című horvát Wikipédia-szócikk ezen változatának fordításán alapul.  Az eredeti cikk szerkesztőit annak laptörténete sorolja fel. Ez a jelzés csupán a megfogalmazás eredetét és a szerzői jogokat jelzi, nem szolgál a cikkben szereplő információk forrásmegjelöléseként.